# Herr, gehe nicht ins Gericht mit deinem Knecht, BWV 105

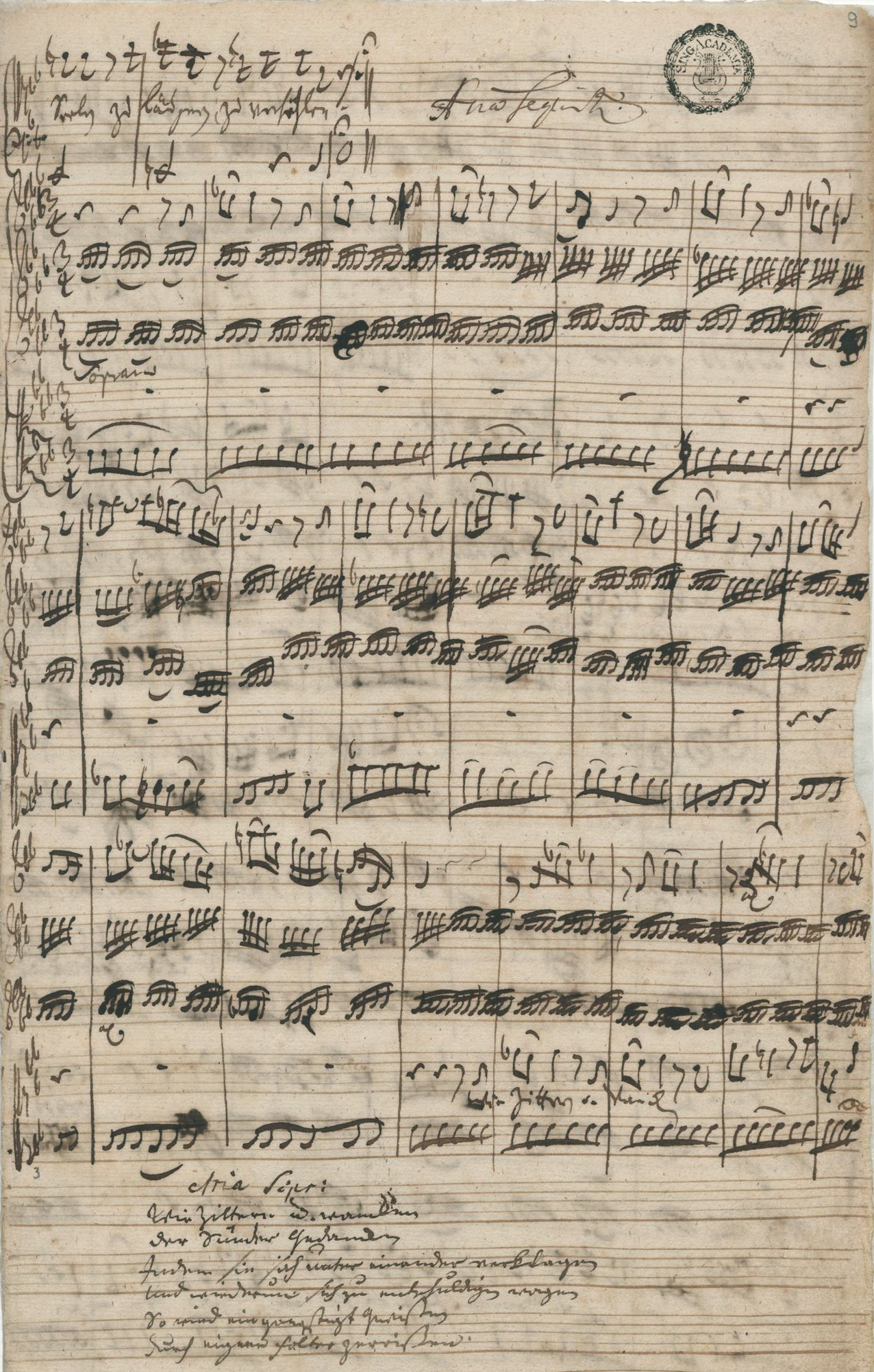
Autógrafo del manuscrito del aria para soprano de la cantata.

Herr, gehe nicht ins Gericht mit deinem Knecht, BWV 105 (en español, Señor, no juzgues a tu siervo) es una cantata de iglesia compuesta por Johann Sebastian Bach en Leipzig para el noveno domingo después de Trinidad y la representó por primera vez el 25 de julio de 1723.

## Historia y texto
Bach compuso la cantata en su primer año en Leipzig para el noveno domingo después de Trinidad. Las lecturas prescritas para el domingo fueron de la Epístola a los romanos, una advertencia de dioses falsos y consuelo en la tentación (1 Corintios 10:6-13), y del Evangelio de Lucas, la parábola del mayordomo injusto (Lucas 16:1-9). Las primeras líneas de la cantata, de un libretista desconocido, provienen del Salmo 143. El tema de la cantata se deriva del Evangelio: dado que la humanidad no puede sobrevivir ante el juicio de Dios, debe renunciar a los placeres terrenales, el mammón de injusticia, solo por la amistad de Jesús, porque por su muerte se absolvió la culpa de la humanidad, abriendo las moradas eternas. El coral final es el undécimo verso del himno Jesu, der du meine Seele, escrito por Johann Rist en 1641.
Bach representó la cantata por primera vez el 25 de julio de 1723.

## Partitura y estructura

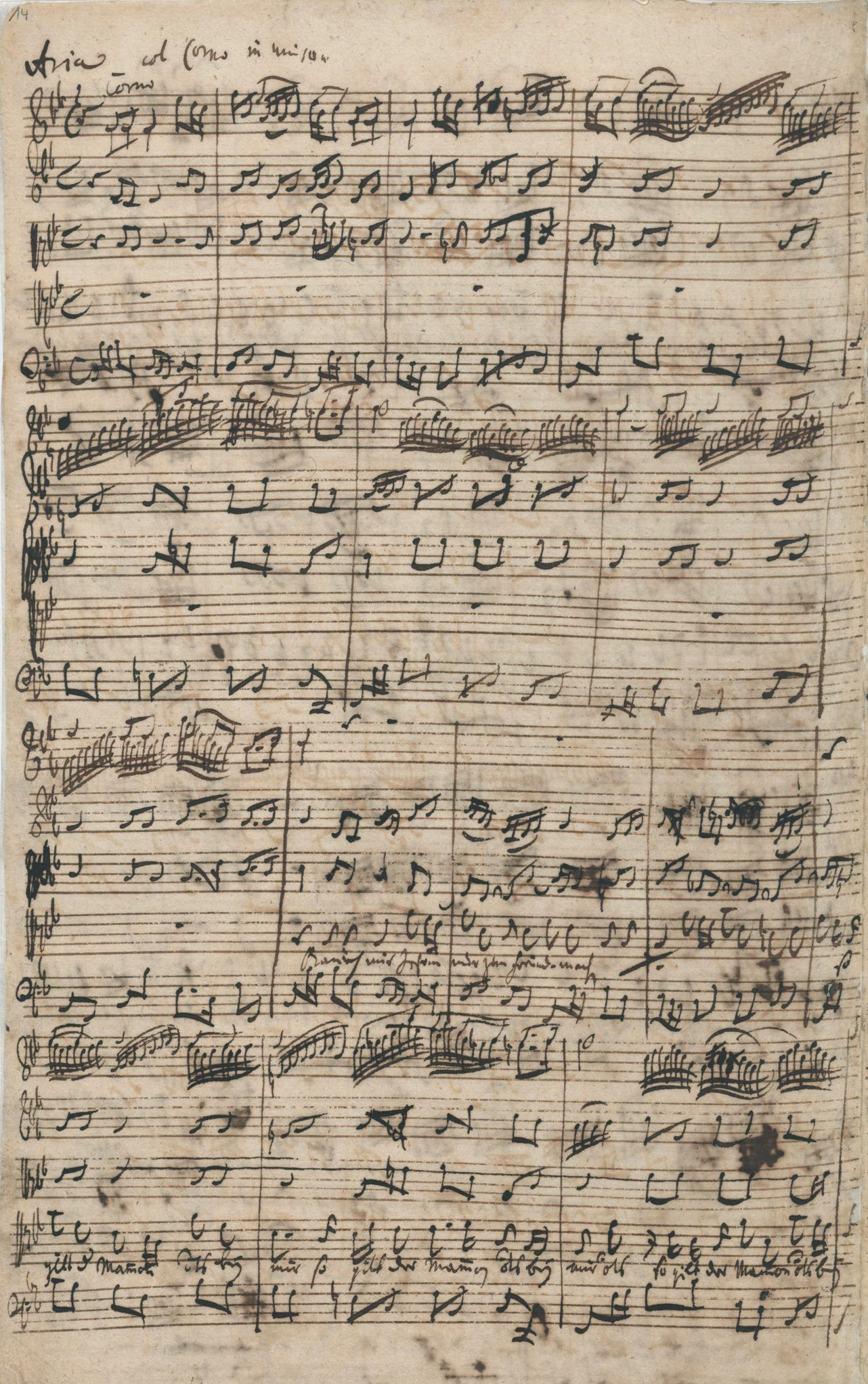
Autógrafo del manuscrito del aria para tenor de la cantata.

La cantata en seis movimientos tiene partitura para cuatro solistas vocales (soprano, alto, tenor y bajo), un coro de cuatro partes, trompa, dos oboes, dos violines, viola y bajo continuo.
1. Coro: Herr, gehe nicht ins Gericht mit deinem Knecht
2. Recitativo (alto): Mein Gott, verwirf mich nicht
3. Aria (soprano): Wie zittern und wanken der Sünder Gedanken
4. Recitativo (bajo): Wohl aber dem, der seinen Bürgen weiß
5. Aria (tenor): Kann ich nur Jesum mir zum Freunde machen
6. Coral: Nun, ich weiß, du wirst mir stillen, mein Gewissen, das mich plagt

## Música
La cantata se abre con un preludio orquestal sombrío y armónicamente complejo (adagio), con modulaciones cromáticas distorsionadas, séptimas suspendidas y un motivo triste y suspirante en los violines y oboes. Bach utilizó un cromatismo similar en otras partes para ilustrar la crucifixión, por ejemplo, para la sección «Crucifixus» del Credo en la Misa en si menor y para la última estancia, «trug uns'rer Sünden schwere Bürd 'wohl an dem Kreuze lange», en el preludio coral O Mensch, bewein dein Sünde groß, BWV 622. El coro entra independientemente en estilo motete polifónico sobre esta rica textura orquestal. Le sigue una fuga de permutación medida (allegro), inicialmente solo para los cantantes concertantes y el continuo, pero finalmente ocupada por todo el coro ripieno, doblada por la orquesta.
Al breve pero expresivo alto recitativo le sigue una de las arias más originales y sorprendentes de Bach, que representa en términos musicales la ansiedad y la desesperación inquieta del pecador. Sobre un fondo de notas repetidas de trémolo en las cuerdas más altas (sin continuo), el oboe obbligato y luego la soprano entrelazan dos líneas melódicas muy ornamentadas pero tortuosas, sus melismas y perturbadoras disonancias que representan el alma perturbada.
El estado de ánimo se vuelve esperanzador en el siguiente recitativo de bajo accompagnato, que conduce a la aria extasiada y animada como un concierto para tenor, trompa y cuerdas, con pasajes rápidos para los primeros violines.
El motivo de la cuerda del trémolo regresa en la coral final. Con cada estrofa sucesiva, el trémolo se vuelve gradualmente menos rápido, haciendo eco de la calma del hombre después de la conciliación con su Hacedor y poniendo fin a una cantata que el musicólogo Alfred Dürr ha descrito como una de «las descripciones más sublimes del alma en barroco y Arte cristiano».

## Transcripciones
- Albrecht Mayer (oboe), The English Concert, Trinity Baroque, Concerto for Oboe and Strings (BWV 105/v, 170/i and 49/i), Decca, 2010.

## Grabaciones
- Les Grandes Cantates de J.S. Bach Vol. 16, Fritz Werner, Heinrich-Schütz-Chor Heilbronn, Pforzheim Chamber Orchestra, Agnes Giebel, Claudia Hellmann, Helmut Krebs, Erich Wenk, Erato 1963
- J. S. Bach Kantaten: BWV 73, 105 and 131, Philippe Herreweghe, Collegium Vocale, Barbara Schlick, Gérard Lesne, Howard Crook, Peter Kooy, Virgin Records 1990
- J. S. Bach: Complete Cantatas Vol. 7, Ton Koopman, Amsterdam Baroque Orchestra & Choir, Lisa Larsson, Elisabeth von Magnus, Gerd Türk, Klaus Mertens, Antoine Marchand 1997
- J. S. Bach: The Sacred Cantatas, Vol. 10, Masaaki Suzuki, Bach Collegium Japan, Miah Persson, Robin Blaze, Makoto Sakurada, Peter Kooij, BIS